# Blubber Bay
Blubber Bay est une localité située dans la province de la Colombie-Britannique, sur l'Île Texada.